# Dawn (sondă spațială)
Dawn (în română Zori) este o sondă spațială lansată de NASA în 2007 pentru a studia cele mai masive două obiecte din centura de asteroizi: protoplaneta 4 Vesta și planeta pitică Ceres.  
Dawn a fost prima navă care a vizitat Vesta, intrând pe orbita acesteia la 16 iulie 2011, și finalizând cu succes misiunea de studiu (de 14 luni) a Vestei la sfârșitul anului 2012. În cazul în care întreaga sa misiune va reuși, ea va fi, de asemenea, prima navă spațială ce va vizita și orbita două corpuri extraterestre distincte. 
La 6 martie 2015 sonda a atins planeta Ceres, scopul primordial al misiunii.
Misiunea este condusă de Jet Propulsion Laboratory al NASA, cu componente majore au contribuit partenerii europeni din Olanda, Italia și Germania. Este prima misiune NASA de explorare, folosind propulsia de ion pentru atașare pe orbită; misiunea multi-țintă anterioară utilizând motoare convenționale, cum ar fi programul Voyager, s-au limitat doar la survolări (trecere/zbor pe lângă).

## Desfășurare misiunii spre Ceres
În februarie 2015, sonda spațială a început să transmită primele imagini cu Ceres, pe măsură ce se apropia de planeta pitică.
La data de 6 martie 2015, la ora 12:39 GMT (14:39 ora României), sonda s-a înscris pe orbita corpului ceresc „pitic”.
Misiunea principală de cercetare trebui să se încheie în iulie 2015, iar oamenii de știință speră să obțină noi date despre începuturile sistemului solar. În perioada cercetărilor, Dawn se va apropia de Ceres până la o distanță de aproximativ 370 km pentru a cartografia suprafața, stabili compoziția solului și măsura câmpul gravitațional. Începând din luna aprilie, sonda va transmite primele imagini detaliate, iar până în iulie ar trebui să ducă la bun sfârșit misiunea principală. Dawn ar putea rămâne pe orbită până la sfârșitul anului 2016.

## Legături externe
- ro Sonda spațială Dawn a ajuns la planeta pitică Ceres